# Pierre Joseph Michel (sculpteur)
Pour les articles homonymes, voir Pierre-Joseph Michel.
Pierre Joseph Michel, né et baptisé le 2 novembre 1737 en l’église Saint-Roch à Nancy, et mort après 1787, est un sculpteur lorrain puis français.

## Biographie
Sa carrière reste encore très méconnue. Fils de Thomas Michel et de Anne Adam, il s’installa à Paris dans les années 1750, où il se forma auprès de son oncle Lambert Sigisbert Adam. Après sa mort en 1759, ses frères et lui furent chargés de restaurer les statues qui lui appartenaient. Il accompagna peut-être son frère Sigisbert François en Prusse en 1769, alors que celui-ci était Premier sculpteur du roi. Pierre Joseph travailla dans l’esprit de son frère Clodion en œuvrant à la production de petites figures d’amateurs. Il prit part au Salon de la Correspondance en 1781, 1782 et 1785.

## Œuvres
Alors que le corpus de ses œuvres comprenait sept œuvres en 1992, l’exposition « Les Adam. La sculpture en héritage » organisée en 2021 par le palais des ducs de Lorraine-Musée lorrain a permis de l’élargir désormais à onze œuvres.
- Baigneuse, vers 1770-1780, terre cuite, H. 49 cm, collection particulière[3].Bacchante endormie, années 1780, Nancy, musée des Beaux-Arts

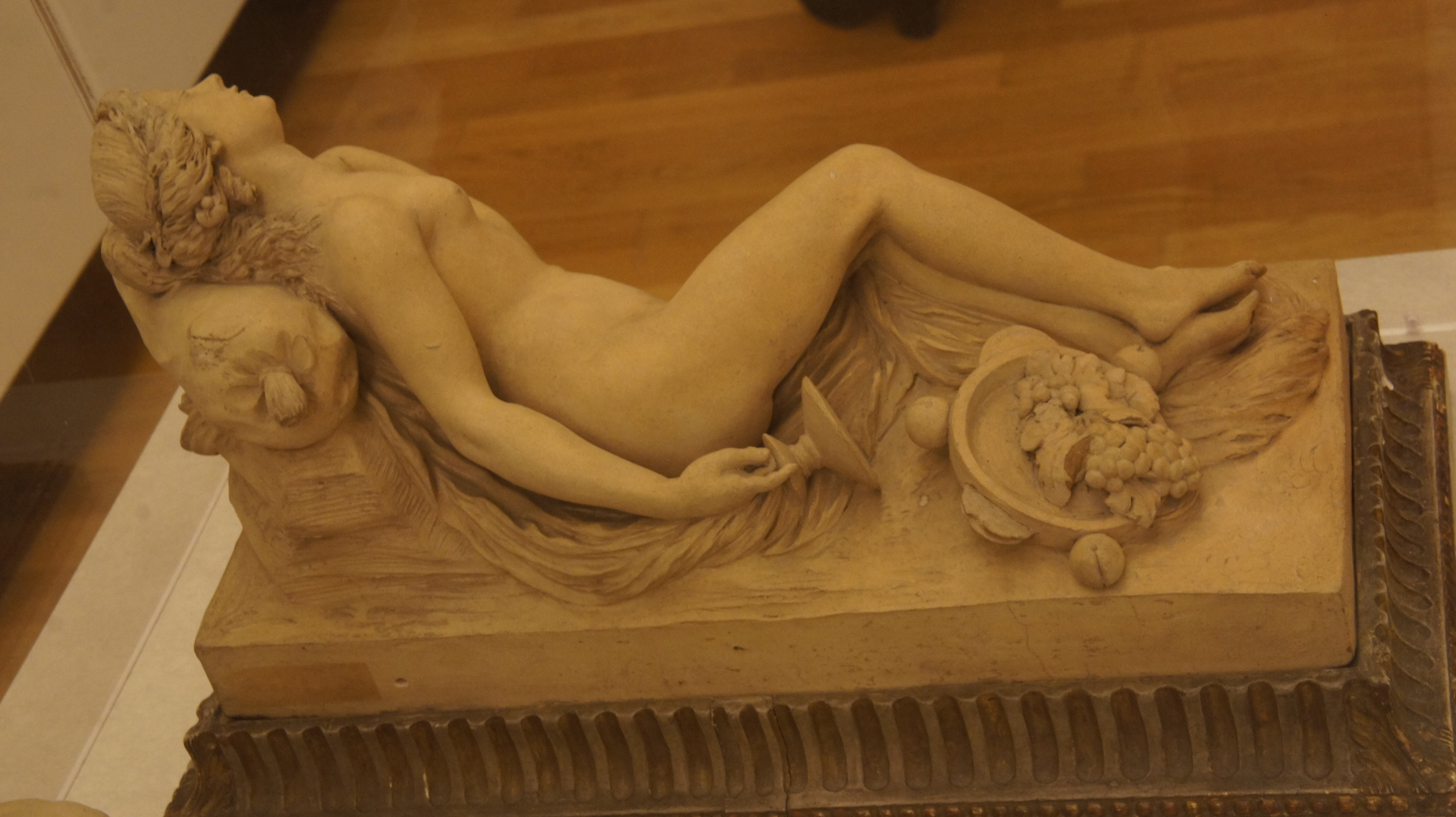
Bacchante endormie, années 1780, Nancy, musée des Beaux-Arts

- Euterpe, vers 1770-1780, marbre, 54,6 x 18,2 x 15 cm, Oberlin, Allen Memorial Art Museum[4].
- Erigone, vers 1770-1780, marbre, H. 34,5 cm, États-Unis, collection particulière[3].
- Bacchante chevauchant un satyre, vers 1781, terre cuite, 28 x 19 cm, non localisé[3].
- Bacchante endormie, années 1780 (?), terre cuite, 19 x 34,5 x 14 cm, Nancy, musée des Beaux-Arts[5].
- Jeune Femme couchée lisant, années 1780 (?), terre cuite, 21 x 37 x 14 cm, Nancy, musée des Beaux-Arts[6].
- Jeune Femme assise lisant une lettre, vers 1780, terre cuite, 40 x 31,5 x 29 cm, Paris, musée Cognacq-Jay[7].
- La Bascule, vers 1780, terre cuite, 20,2 x 28 x 44 cm, Paris, musée Cognacq-Jay[8].
- Bacchante montrant une grappe de raisin à un enfant, 1781, terre cuite, 37 x 26 x 27 cm, Nancy, palais des ducs de Lorraine – Musée lorrain[3].
- Femme satyre dans l’attitude de la course portant un chien griffon du bras droit, non localisé[3].